# 집짐승

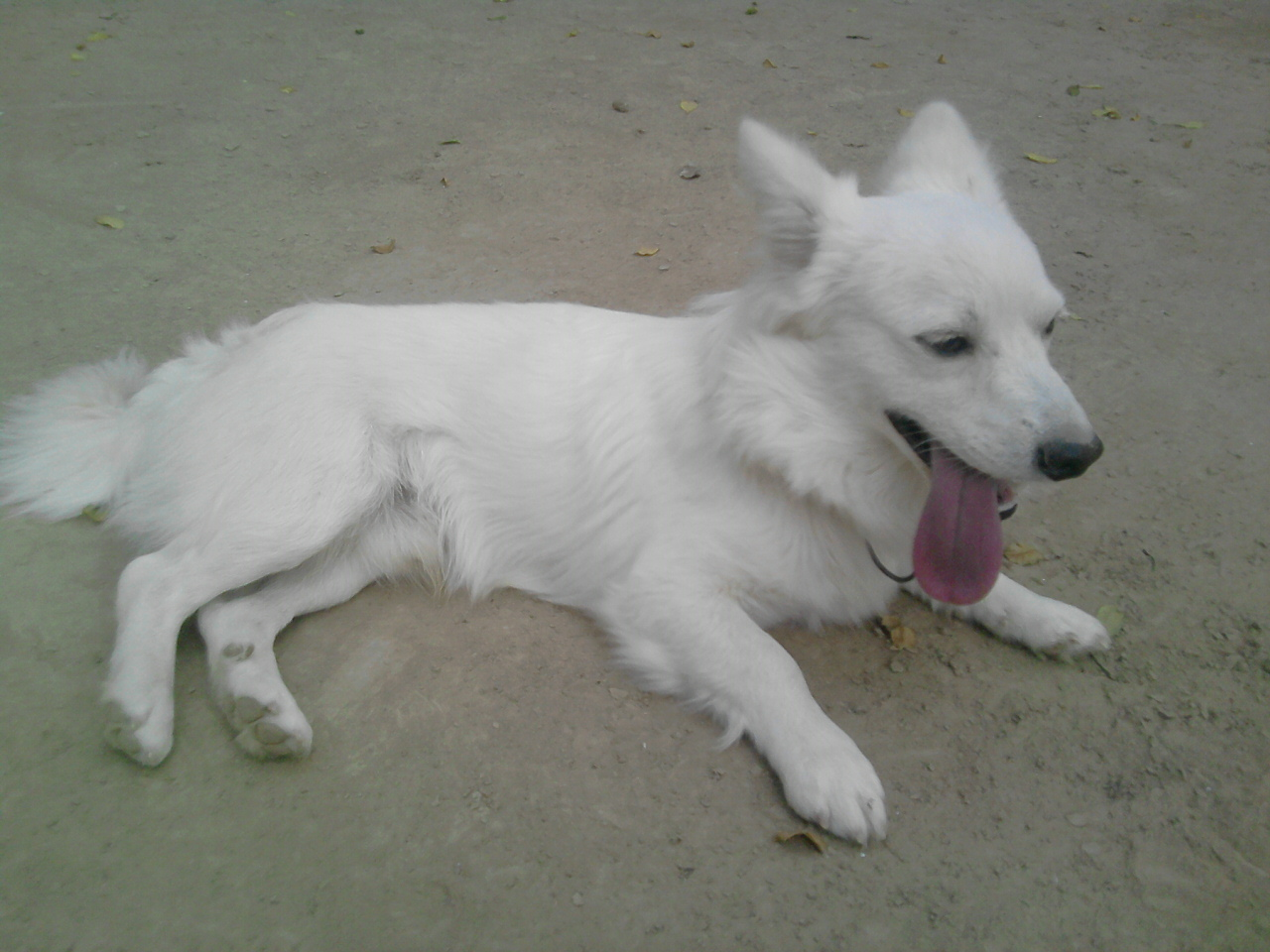

집짐승(영어: domesticated animal)이나 길들여진 동물은 인간에게 순화된 동물로, 애완동물이나 가축 등으로 쓰인다.

## 이용
집짐승은 여러 가지 용도로 이용된다.
- 가축: 식품을 만드는데 이용하거나 사역동물로 이용하거나 털가죽 등을 얻는다
- 애완: 정서적 애착을 얻거나 보고 즐거움을 얻기 위해 기른다.

## 같이 보기
- 순화 (생물학)
- 가축
- 집새
- 가금